# 鳥井田淳
鳥井田 淳（とりいだ あつし、1975年6月4日 - ）は、アスレティックトレーナー。福岡ソフトバンクホークスに所属した。福岡県出身。

## 略歴・人物
1975年、福岡県豊前市出身。福岡県立京都高等学校卒業。1998年北九州大学（現・北九州市立大学）法学部第一部法律学科卒業。インディアナ州立大学に留学し、プロトレーナーの勉学に励む。アメリカニューハンプシャー州立プリマウス大学院博士前期課程修了。2006年~2012年までアメリカ大リーグ3Aシラキュースでヘッドアスレチックトレーナーを経て、2013年福岡ソフトバンクホークスにてリハビリ・コンディショニングのコーチに就任。2024年限りで退団。

## 背番号
- 96 （2013年 - 2014年）
- 06 （2014年 - 2024年）